# لایرا بلاکوا

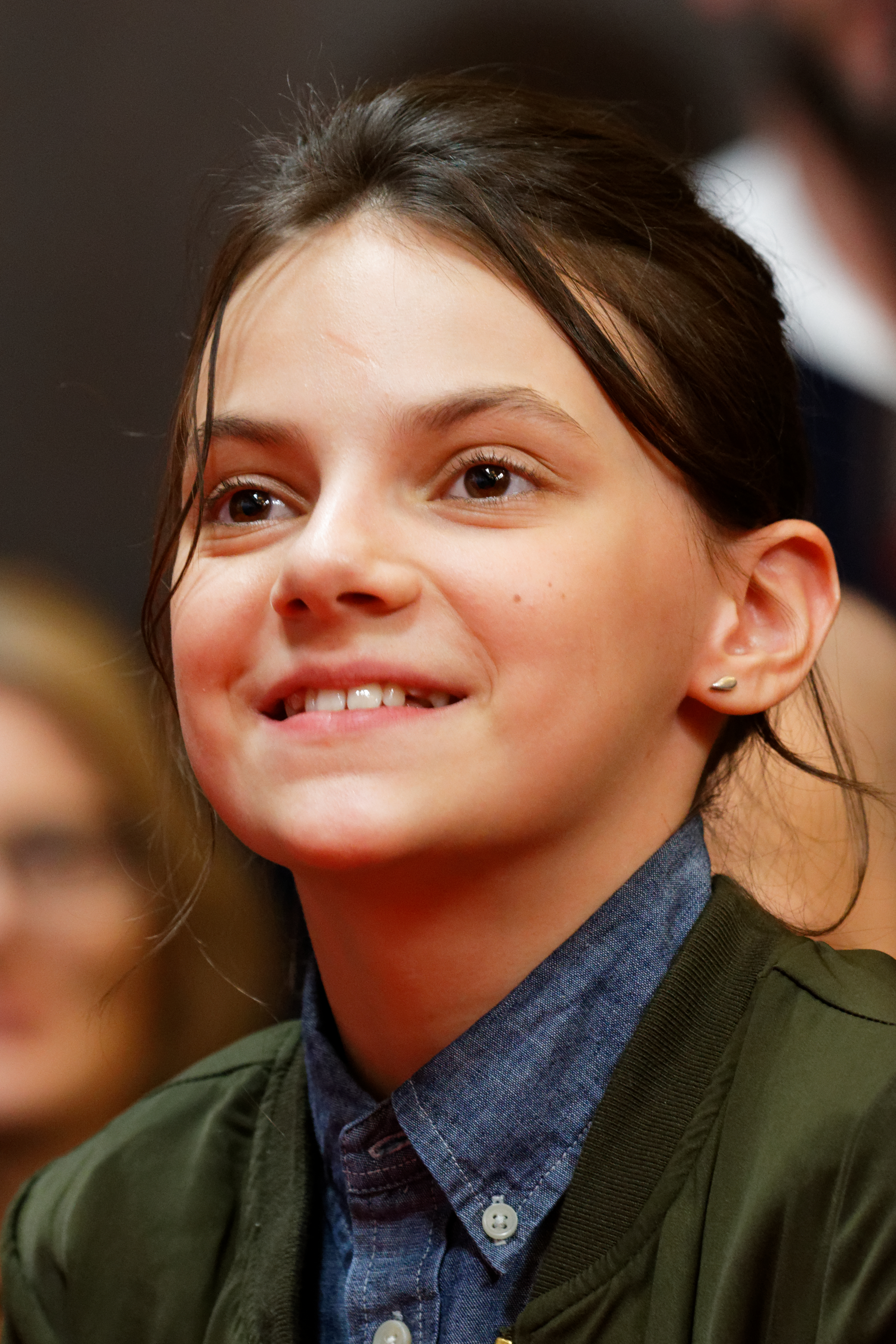
کنفرانس مطبوعاتی دافنه کین (لایرا بلاکوا) 2017

لایرا بلاکوا شخصیت اصلی سه گانه نیروی اهریمنی‌اش می‌باشد.

## شخصیت
لایرا دختری زیرک است و به راحتی دروغ می‌گوید؛ دروغ‌هایی که هر کس باور می‌کند. اما به گفته خودش از قوه تخیل خوبی برخوردار نیست. سالیان سال پیش جادوگر ها درباره‌ی او پیشگویی ای مبنی برساختن سرنوشت بشریت توسط او کرده‌اند که چندان مفهوم نیست.پدر او لرد عزریل بلاکوا و مادرش ماریسا کولتر می‌باشد. او به خاطر نجات دادن دوستش راجر از دست شفن‌ها دست به خیلی کارها می‌زند ولی در آخر ناخواسته باعث مرگش می‌شود.